# József Balla
József Balla (n. 27 iulie 1955, Szőreg⁠(d), Csongrád-Csanád, Ungaria – d. 18 martie 2003, Kecskemét, Ungaria) a fost un luptător ce a reprezentat Ungaria, medaliat olimpic. A participat la două ediții ale Jocurilor Olimpice (1976, 1980) în care a câștigat două medalii de argint.